# Vismes
Vismes er en fransk kommune, beliggende i departementet Somme samt i regionen Picardie. Vismes er lokalt kendt som "Vismes-au-Val" eller "Vismes Mont" (på grund af tilstedeværelsen af et slot Mound).

## Geografi

### Placering
Byen er beliggende langs åen Vimeuse.
Byen selv er opdelt i to dele, Vismes fra oven eller Vismes Mont (på grund af tilstedeværelsen af de middelalderlige mure) og fra neden Vismes Vismes eller Val. I landsbyen Plouy, ligger en slotshøj fra det attende århundrede, opført af den sidste baron.

## Toponymi
Det mest sandsynlige forklaring på navnets betydning er, at det stammer fra den å, som løber gennem byen. Navnet på denne er givet af romerne og stammer fra "Via Maris", der betyder på vej mod havet.

## Historie
Byen er opstået om en borg, der er opført i 1066 af en vis Théobald Fretel af Vismes. Vismes blev ophøjet til baroni i 1320.

## Erhverv
Vismes er en by der lever af landbrug og husdyr.

## Våben
Quartered 1 til 4 og tre guld bands azur au kok du anden seedet blomst-de-lis af feltet ved 2 azurblåt fragt eller sås om ovenlys af blomst-de-lis af samme på 3 sølv Chevron gules ACC overstyrmand to gyldne stjerner og en voksende kanten af det samme. Crest: en ørn éployée sand Tenants: to engle naturlige Motto: Jeg stræber Stempel: Crown of Baron eller Count.